# 河方薰
河方薰（日语：河方 かおる）是日本的漫畫家，東京都人。她的成名作為《初吻》（もっとGOODキッス！），共20卷。

## 作品
- 《電視小豹王》（TVジャッカー），全3卷，講談社發行，東立出版社代理台灣中文版
- 《初吻》（もっとGOODキッス！），全20卷，講談社發行，東立出版社代理台灣及香港中文版
- 《初吻Ⅱ》（GOOD KISS! Version2.0），全6卷，講談社發行，東立出版社代理台灣及香港中文版
- 《戀愛新鮮人》（OPEN SESAME），全20卷，講談社發行，東立出版社代理台灣及香港中文版
- 《Maria×Maria》（マリア×マリア）

## 外部連結
- 河方薰個人網站 （页面存档备份，存于）
- 河方推進委員會(河方薰的漫畫迷協會) （页面存档备份，存于）